# Port lotniczy Abu Suwajr
Port lotniczy Święta Abu Suwajr – lotnisko Egiptu, znajduje się w pobliżu miejscowości Abu Suwajr.